# پائولا تریکی

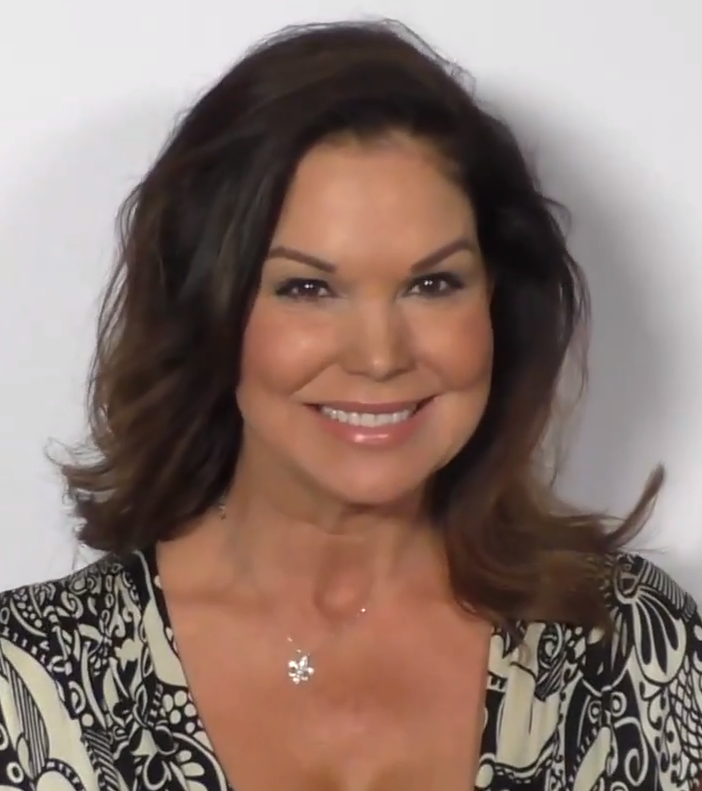
تریکی در سال ۲۰۱۶ میلادی

پائولا تریکی (انگلیسی: Paula Trickey؛ زادهٔ ۲۷ مارس ۱۹۶۶) یک هنرپیشه اهل ایالات متحده آمریکا است.

## گزیده فیلمشناسی
از فیلم‌ها یا برنامه‌های تلویزیونی که وی در آن نقش داشته‌است می‌توان به آثار زیر اشاره کرد.
- او. سی (۲۰۰۶–۲۰۰۷)
- حمله هلهله‌چی ۵۰ فوتی (۲۰۱۲)